# گرفتگی بینی
گرفتگی بینی انسداد راه بینی که معمولاً به این دلیل اتفاق می‌افتد که غشای بینی با التهاب رگ‌های خونی متورم می‌شود.

## علل
- آلرژی[۲]
- سرماخوردگی[۲] یا آنفلوآنزا یا کرونا
- انحراف تیغهٔ بینی
- رینیت آلرژیک،[۲] آلرژی به گَرده
- واکنش به داروها (مانند تامسولوسین)
- سینوزیت یا عفونت سینوس‌ها[۲]
- اگر وضعیت بدن به‌گونه‌ای باشد که خون زیادی به‌سمت سر جاری شود (مثلاً وارونه باشد)، در این صورت ممکن است رگ‌های خونی در مسیر بینی متورم شوند.
- بسیاری از زنان در دوران بارداری از گرفتگی بینی رنج می‌برند[۲]، زیرا مقدار خون بیشتری به بدن جریان پیدا می‌کند.
- پولیپ بینی[۲].